# 권도은
권도은은 대한민국의 텔레비전 드라마 작가이다.  
서울예술대학 문예창작과를 졸업하였고, 2010년 김은숙 작가의 <시크릿 가든> 보조작가 참여를 시작으로 작품 활동을 시작했다.    

## 주요 작품
- 2019년  tvN 수목 미니시리즈  《검색어를 입력하세요 WWW》 ... 집필
- 2022년  tvN 주말 미니시리즈  《스물다섯 스물하나》 ... 집필